# PGM2
PGM2 (фосфоглюкомутаза 2) — один из видов фосфоглюкомутаз, белок, кодируемый геном PGM2, расположенным на коротком плече 4-й хромосомы человека. Частота распространения различных аллелей гена PGM2 может использоваться в популяционных исследованиях.
Исследование концентрации фосфоглюкомутазы 2 в тканях может использоваться в диагностике некоторых форм рака.
Фосфоглюкомутазы PGM1, PGM2, PGM3 в значительных концентрациях содержатся в тканях плаценты. Они играют важную роль в углеводном обмене её тканей.